# 小笠原政長
小笠原 政長（おがさわら まさなが）は、南北朝時代の武将。信濃小笠原氏の当主。小笠原貞宗の子。

## 生涯
南北朝の争乱において父の貞宗とともに足利尊氏に従い、北朝方の武将として各地を転戦した。
興国6年/貞和元年（1345年）11月12日、父から信濃守護職及び甲斐国原小笠原荘・信濃国伊賀良荘などの小笠原氏惣領の主たる所領を譲られて家督を継承した。
興国6年/康永4年（1345年）8月、後醍醐天皇七回忌のための供養儀式が天竜寺において執行され、これに際して北朝方の武士が随兵として従ったが、その先陣12名のなかに政長の名前があり、帯刀32名のなかに弟の小笠原政経ら一族の名が見える。
正平2年/貞和3年（1347年）、父の死により足利尊氏より改めて安堵を受ける。
観応の擾乱では、最初は尊氏・高師直方についたが、諏訪直頼・祢津宗貞ら信濃国内の足利直義方による攻勢が激しく、状況が不利になると、正平6年/観応2年（1351年）1月、京の自邸を焼き払って直義方に降り、打出浜の戦いに参戦した。この結果、政長は守護職を解任されるが、諏訪・祢津らによる攻勢は収まることなく苦境に立たされた。これを見た尊氏は一度は自分を裏切った政長を再び味方に取り込もうと働きかけ、同年8月には尊氏方に復帰して再び守護職に任じられ、上杉藤成旧領の伊那春近領を安堵された。
正平7年/文和元年（1351年）10月、南朝から直義追討の綸旨を得た尊氏が鎌倉に拠った直義を討つために出陣すると、政長は尊氏軍の先鋒として遠江国に出兵し、蜂起した直義方の吉良満貞の軍勢を引間（浜松）で打ち破り、薩埵峠の戦いで上杉能憲と交戦した。
12月、信濃に戻り諏訪直頼、祢津宗貞の軍を小県郡夜山中尾（現・上田市生田）に破った。
翌年、家督を長男の長基に譲った。しかし、長基はまだ幼少であり、家督相続は名目上で引き続き実権は握っていたものと思われる。
正平10年/文和4年（1355年）3月、足利尊氏に従い、足利直冬の軍を京都七条に攻め、また同年、信濃に拠っていた後醍醐天皇の皇子、信濃宮宗良親王が諏訪氏・仁科氏ら宮方勢力を結集して挙兵すると、長基・政長らは武田氏らとともに鎮圧に当たった（桔梗ヶ原の戦い）。この戦いの経過の詳細は明らかではないが、以降この地方における宮方勢力の行動が沈静化していることから北朝方の勝利に終わったものと考えられている。
政長はその後も領国である信濃の平定に尽力し、正平20年/貞治4年3月21日（1365年4月12日）に没した。享年47。著書に「軍術兵用記」がある。